# ۲۲۴۸ کاندا
سیارک ۲۲۴۸ (به انگلیسی: 2248 Kanda، نامگذاری:1933DE) دو هزار و دویست و چهل و هشتمین سیارک کشف شده‌است که در ۲۷ فوریه ۱۹۳۳ و در هایدلبرگ کشف شد.
قدر مطلق سیارک برابر ۱۱٫۲۰ است.